# Lista de afro-americanos no Gabinete dos Estados Unidos
O Gabinete dos Estados Unidos, que é o principal órgão consultivo e de apoio direto ao Presidente dos Estados Unidos, foi ocupado por um total de 35 membros afro-americanos ao longo de sua história. Um destes foi nomeado para mais de um cargo durante o mesmo governo fazendo com que tenham sido um total de 36 nomeações de afro-americanos ao gabinete. O Departamento do Censo dos Estados Unidos define os afro-americanos como "cidadãos ou indivíduos residentes nos Estados Unidos que têm ascendência em qualquer uma das populações negras da África". Geralmente, o termo é referente aos estadunidenses que possuem ancestralidade parcial de um determinado povo originário da África subsaariana. À época da formação do governo federal estadunidense no século XVIII, os afro-americanos ainda eram tidos como grupos de segunda classe devido à escravidão então vigente. Nenhum afro-americano jamais ocupou um cargo ministerial ou federal nos Estados Unidos antes do Movimento dos Direitos Civis na década de 1960.
Em 1966, Robert C. Weaver tornou-se o primeiro afro-americano a servir no gabinete presidencial ao ser nomeado Secretário de Habitação e Desenvolvimento Urbano por Lyndon B. Johnson. Por sua vez, Patricia Roberts Harris tornou-se a primeira mulher afro-americana a servir em um gabinete presidencial quando assumiu o mesmo cargo durante a presidência de Jimmy Carter em 1977. Dois anos depois, Harris foi nomeada Secretária de Saúde e Serviços Humanos, tornando-se a primeiro afro-americana a ocupar dois cargos ministeriais diferentes. Em 20 de janeiro de 2001, Colin Powell assumiu o cargo de Secretário de Estado dos Estados Unidos de George W. Bush, sendo este o cargo mais alto ocupado do governo estadunidense por um afro-americano até então. Em 2005, Powell foi sucedido pela também afro-americana Condoleezza Rice durante o segundo mandato de Bush. Em 20 de janeiro de 2001, Kamala Harris alcançou o cargo mais alto do gabinete de governo estadunidense após ser empossada Vice-presidente dos Estados Unidos.

## Afro-americanos no Gabinete dos Estados Unidos
| Secretário             | Secretário             | Cargo                                            | Mandato                 | Mandato                | Partido | Partido     | Presidência | Ref.   |
| ---------------------- | ---------------------- | ------------------------------------------------ | ----------------------- | ---------------------- | ------- | ----------- | ----------- | ------ |
| Secretário Weaver      | Robert C. Weaver       | Secretário de Habitação e Desenvolvimento Urbano | 18 de janeiro de 1966   | 18 de dezembro de 1968 |         | Democrata   | Johnson     |        |
| Secretário Coleman Jr. | William T. Coleman Jr. | Secretário de Transportes                        | 7 de março de 1975      | 20 de janeiro de 1977  |         | Republicano | Ford        |        |
| Secretária Harris      | Patricia R. Harris     | Secretária de Habitação e Desenvolvimento Urbano | 23 de janeiro de 1977   | 10 de setembro de 1979 |         | Democrata   | Carter      |        |
| Secretária Harris      | Patricia R. Harris     | Secretária de Saúde e Serviços Humanos           | 3 de agosto de 1979     | 20 de janeiro de 1981  |         | Democrata   | Carter      |        |
| Secretário Pierce      | Samuel Pierce          | Secretário de Habitação e Desenvolvimento Urbano | 23 de janeiro de 1981   | 20 de janeiro de 1989  |         | Republicano | Reagan      |        |
| Secretário Sullivan    | Louis Sullivan         | Secretário de Saúde e Serviços Humanos           | 1 de março de 1989      | 20 de janeiro de 1993  |         | Republicano | H. W. Bush  |        |
| Secretário Espy        | Mike Espy              | Secretário de Agricultura                        | 22 de janeiro de 1993   | 31 de dezembro de 1994 |         | Democrata   | Clinton     |        |
| Secretário Brown       | Ron Brown              | Secretário de Comércio                           | 22 de janeiro de 1993   | 3 de abril de 1996     |         | Democrata   | Clinton     |        |
| Secretário O'Leary     | Hazel R. O'Leary       | Secretária de Energia                            | 22 de janeiro de 1993   | 20 de janeiro de 1997  |         | Democrata   | Clinton     |        |
| Secretário Brown       | Jesse Brown            | Secretário dos Assuntos de Veteranos             | 22 de janeiro de 1993   | 13 de julho de 1997    |         | Democrata   | Clinton     |        |
| Secretário Slater      | Rodney E. Slater       | Secretário de Transportes                        | 14 de fevereiro de 1997 | 20 de janeiro de 2001  |         | Democrata   | Clinton     |        |
| Secretária Herman      | Alexis Herman          | Secretária de Trabalho                           | 1 de maio de 1997       | 20 de janeiro de 2001  |         | Democrata   | Clinton     |        |
| Secretário West        | Togo D. West Jr.       | Secretário dos Assuntos de Veteranos             | 4 de maio de 1998       | 25 de julho de 2000    |         | Democrata   | Clinton     |        |
| Secretário Powell      | Colin Powell           | Secretário de Estado                             | 20 de janeiro de 2001   | 26 de janeiro de 2005  |         | Republicano | Bush        |        |
| Secretário Paige       | Rod Paige              | Secretário de Educação                           | 20 de janeiro de 2001   | 20 de janeiro de 2005  |         | Republicano | Bush        |        |
| Secretário Jackson     | Alphonso Jackson       | Secretário de Habitação e Desenvolvimento Urbano | 31 de agosto de 2004    | 18 de abril de 2008    |         | Republicano | Bush        |        |
| Secretária Rice        | Condoleezza Rice       | Secretária de Estado                             | 26 de janeiro de 2005   | 20 de janeiro de 2009  |         | Republicano | Bush        |        |
| Secretário Holder      | Eric Holder            | Procurador-Geral                                 | 3 de fevereiro de 2009  | 27 de abril de 2015    |         | Democrata   | Obama       |        |
| Secretário Foxx        | Anthony Foxx           | Secretário de Transportes                        | 2 de julho de 2013      | 20 de janeiro de 2017  |         | Democrata   | Obama       |        |
| Secretário Johnson     | Jeh Johnson            | Secretário de Segurança Interna                  | 23 de dezembro de 2013  | 20 de janeiro de 2017  |         | Democrata   | Obama       |        |
| Secretária Lynch       | Loretta Lynch          | Procuradora-Geral                                | 27 de abril de 2015     | 20 de janeiro de 2017  |         | Democrata   | Obama       |        |
| Secretário King        | John King              | Secretário de Educação                           | 1 de janeiro de 2016    | 20 de janeiro de 2017  |         | Democrata   | Obama       |        |
| Secretário Carson      | Ben Carson             | Secretário de Habitação e Desenvolvimento Urbano | 2 de março de 2017      | 20 de janeiro de 2021  |         | Republicano | Trump       |        |
| Vice-presidente Harris | Kamala Harris          | Vice-presidente                                  | 20 de janeiro de 2021   | 20 de janeiro de 2025  |         | Democrata   | Biden       | [ 16 ] |
| Secretário Austin      | Lloyd Austin           | Secretário de Defesa                             | 20 de janeiro de 2021   | 20 de janeiro de 2025  |         | Democrata   | Biden       | [ 19 ] |
| Secretária Fudge       | Marcia Fudge           | Secretária de Habitação e Desenvolvimento Urbano | 10 de março de 2021     | 22 de março de 2024    |         | Democrata   | Biden       | [ 20 ] |
| Secretário Turner      | Scott Turner           | Secretário de Habitação e Desenvolvimento Urbano | 5 de fevereiro de 2025  | Incumbente             |         | Republicano | Trump II    | [ 21 ] |